# 扎尔科·尼科利奇
扎尔科·尼科利奇（羅馬化：Žarko Nikolić，1938年10月16日—2011年8月22日），塞尔维亚男子足球运动员，场上位置是后卫。他曾入选1960年夏季奥运会南斯拉夫男子足球队名单，但并未上场参赛。